# Fragola-ananas

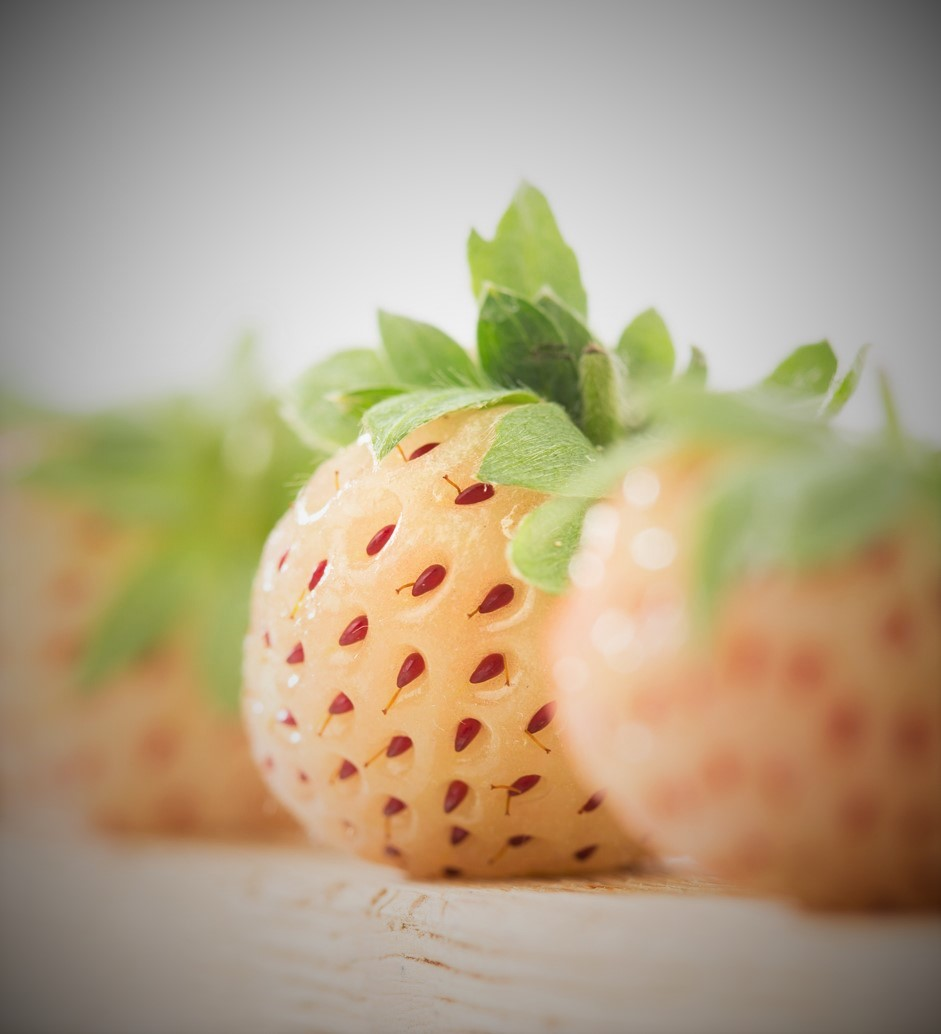
Pineberry

La Pineberry è una cultivar di fragola dal colore chiaro, dai semi rossi e dal sapore simile a quello dell'ananas.

## Descrizione
La pineberry è un ibrido di Fragaria chiloensis e Fragaria virginiana.
I frutti sono privi del gene Fra a 1, il gene della fragola responsabile del colore rosso. Tuttavia, è più piccola di una fragola comune, misurando tra 15 e 23 mm.
Le pineberry vengono raccolte in primavera e in estate ed i suoi frutti possono assumere tonalità che vanno dal color bianco al rosa pallido.

## Storia
La pineberry creata nel '700 ha rischiato di scomparire.
Dal 2003 Hans De Jongh, un fito-ibridatore di Etten-Leur, dopo sei anni di selezione e coltivazione ha creato una varietà più resistente e produttiva, idonea per la produzione commerciale. Nel 2009 sono arrivate nei mercati britannici e nel 2014 negli Stati Uniti d'America.

## Coltivazione

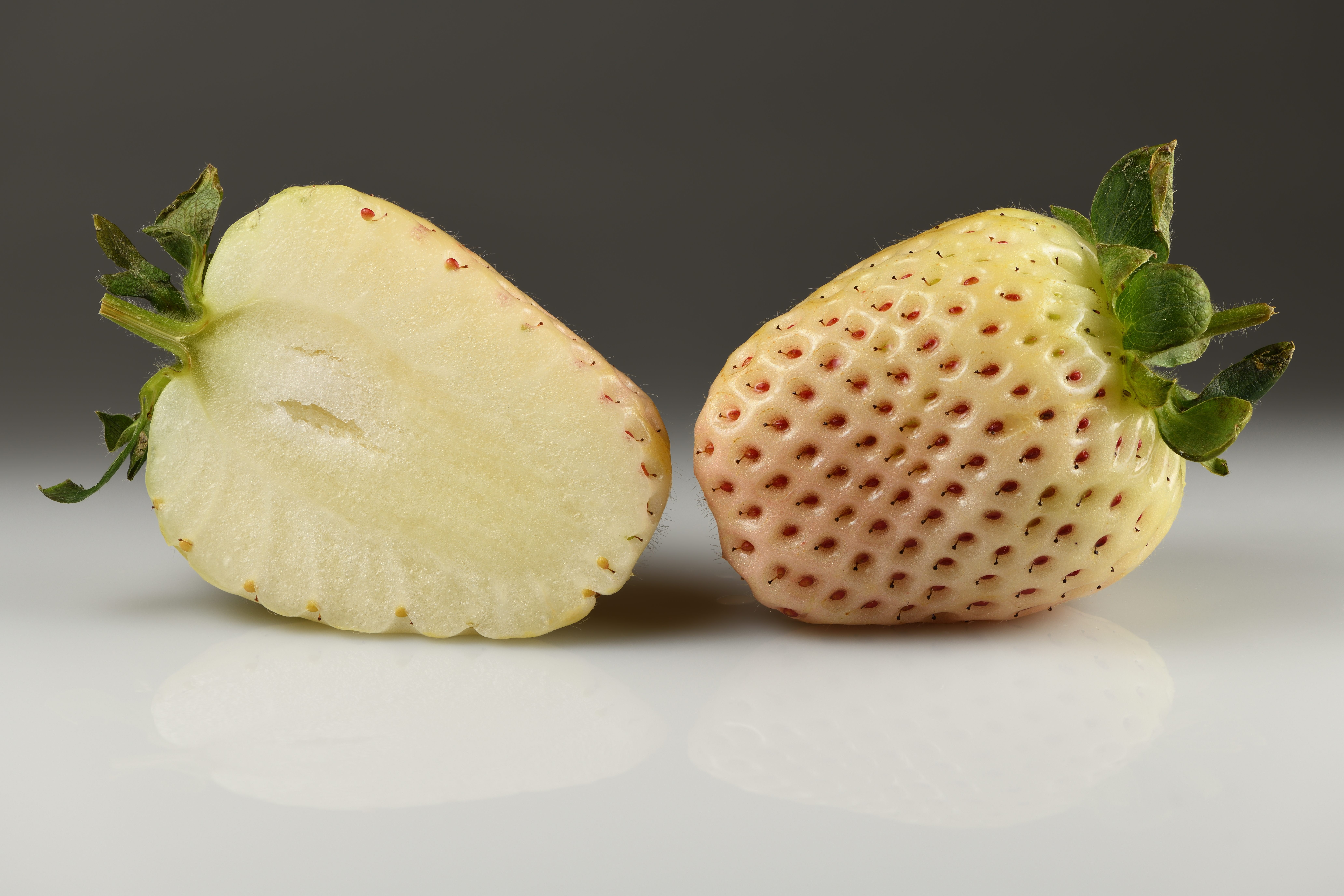
Pineberry vista interna ed esterna. Coltivata in Spagna

Sono coltivate in serra nei Paesi Bassi mentre in Cile, le bacche a frutto bianco sono coltivate in tunnel con plastica filtrante la radiazione ultravioletta la quale consente di mantenerle morbide. Nel 2022 è stata raccolta la prima produzione di pineberry in Spagna.